# Pachysvastra leucocephala
Pachysvastra leucocephala är en biart som först beskrevs av Bertoni och Carlos Schrottky 1910.  Pachysvastra leucocephala ingår i släktet Pachysvastra och familjen långtungebin. Inga underarter finns listade i Catalogue of Life.